# Erenik
Der Erenik (albanisch auch Ereniku; kyrillisch Ереник) ist ein Fluss im Westen Kosovos, der in den Junik-Bergen am östlichen Rand des Prokletije nahe der Grenze zu Albanien entspringt. Der Fluss ist 51 Kilometer lang. Das Einzugsgebiet ist 516 Quadratkilometer groß.
Der Fluss entspringt dem Gjeravica-See (serbisch Đeravičko jezero Đeravičko jezero), einem kleinen Bergsee auf der Südseite wenig unterhalb des Gipfels der Gjeravica (2656 m. i. J.; serbisch Ђеравица Đeravica), dem zweithöchsten Berg Kosovos. Er durchzieht die Junik-Berge, zuerst nach Osten, später nach Südosten. Beim Städtchen Junik tritt er aus den Bergen. In der Folge fließt er nach Süden entlang des Fußes der Berge. Auf der Höhe der Stadt Gjakova wendet er sich allmählich wieder nach Osten. Die Stadt passiert er an ihrem südlichen Rand. Rund fünf Kilometer südöstlich von Gjakova mündet er beim Dorf Xërxa in den Weißen Drin.
Wichtigste Zuflüsse sind die Krena und der Llukac, die beide in Gjakova von links einmünden. Die Krena entspringt an der Nordseite der Gjeravica, entwässert als Lumbardh i Lloqanit das Tal nördlich des Erenik, tritt bei Lloqan südwestlich von Deçan aus den Bergen und durchquert das historische Zentrum von Gjakova, bevor sie am Südwestrand der Stadt in den Erenik mündet. Der Llukac ist deutlich kürzer: Er entspringt westlich vom Flughafen Gjakova und passiert die Stadt an ihrem Ostrand.
Im Südwesten von Gjakova wird der Fluss von der Gerber-Brücke (Ura e Tabaket) überquert. Die 127 Meter lange Brücke wurde im Jahr 1771 errichtet. 
Kurz vor der Mündung überquert die Schneider-Brücke (Ura e Terzive/Терзијски мост) den Erenik. Diese Brücke stammt vermutlich aus dem 15. Jahrhundert, wurde später aber erweitert und im 18. Jahrhundert von der Schneiderzunft Gjakovas umgebaut. Sie ist 193 Meter lang und hat elf Bögen.
Erenik ist auch ein bei den Albanern verbreiteter Vorname.